# K.A.A. Gent

Logo anterior do Gent

O Koninklijke Atletiek Associatie Gent (Associação Real de Atletismo de Gante) ou KAA Gent é um clube de futebol da cidade de Gante, na Bélgica, fundado em 1864.
O KAA Gent foi um dos incentivadores da associação desportiva Union Belge des Sociétés de Sports Athlétiques (União Belga de Associações dos Esportes Atléticos). O clube de futebol nasceu em 1900 e tem como escudo um índio americano em azul e branco, que foram escolhidas como as cores do time.
No futebol Belga O KAA Gent é conhecido pelo apelido Buffalo. Tem como "casa", o estádio Ghelamco Arena, com capacidade para cerca de 20.000 pessoas. E já conquistou 1 Campeonato Belga e 4 Copa da Bélgica.
Na temporada 2016/2017 O KAA Gent jogou seu 100° ano nas ligas nacionais Belgas, dos quais 78 jogando na primeira divisão, o  Jupiler Pro League.

## Títulos
| NACIONAIS | NACIONAIS                     | NACIONAIS | NACIONAIS                          |
|           | COMPETIÇÃO                    | TÍTULOS   | TEMPORADAS                         |
| --------- | ----------------------------- | --------- | ---------------------------------- |
| Bélgica   | Campeonato Belga              | 1         | 2014-15                            |
| Bélgica   | Copa da Bélgica               | 4         | 1963-64, 1983-84, 2009-10, 2021-22 |
| Bélgica   | Supercopa de Belgica          | 1         | 2015                               |
| Bélgica   | Campeonato Belga - 2ª Divisão | 4         | 1912-13, 1935-36, 1967-68, 1979-80 |

## Elenco atual
Atualizado em 13 de fevereiro de 2025.
Legenda
- : Capitão
- : Jogador suspenso
- : Jogador lesionado